# Sherrill Milnes

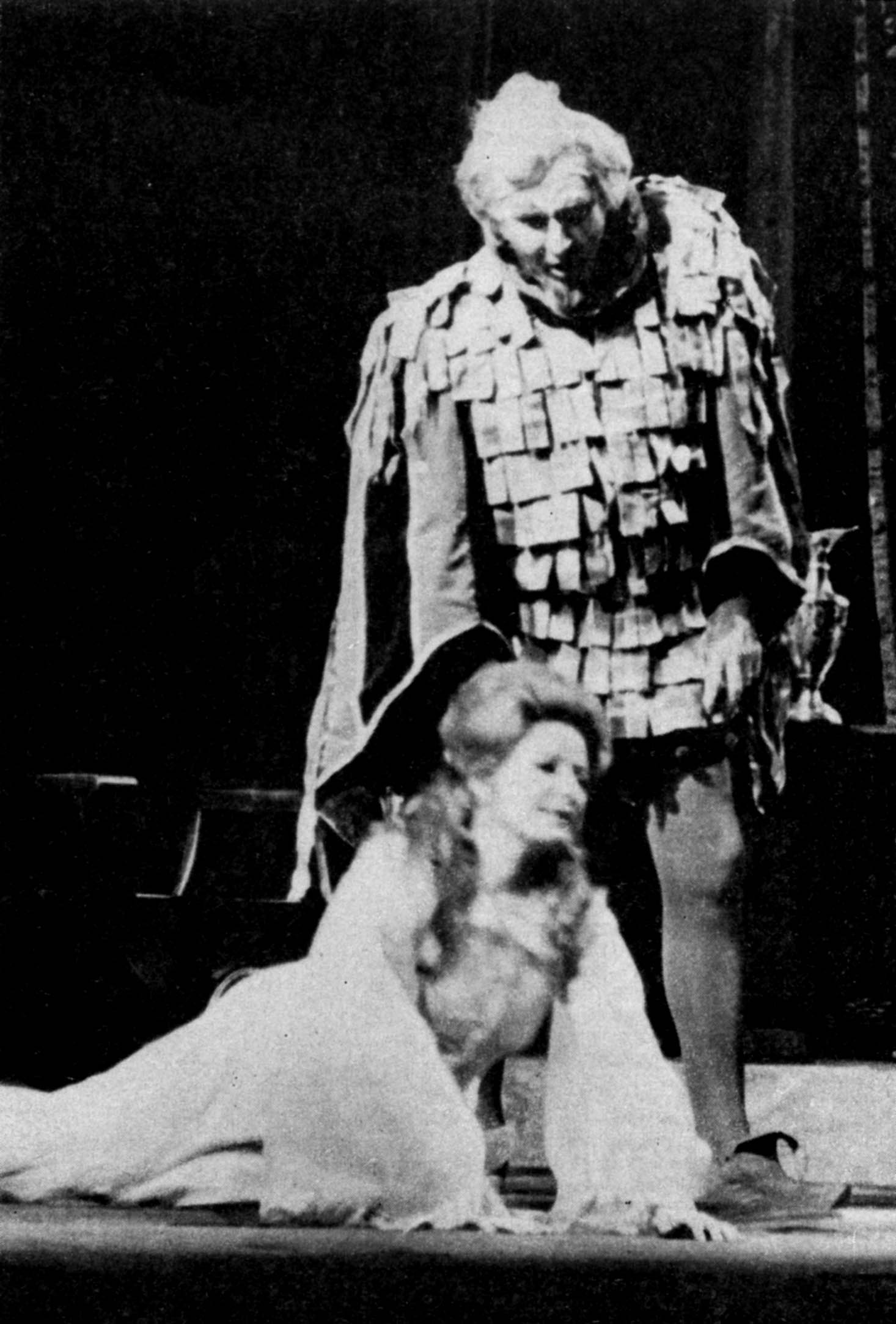
Milnes en Rigoletto en el Teatro Colón de Buenos Aires

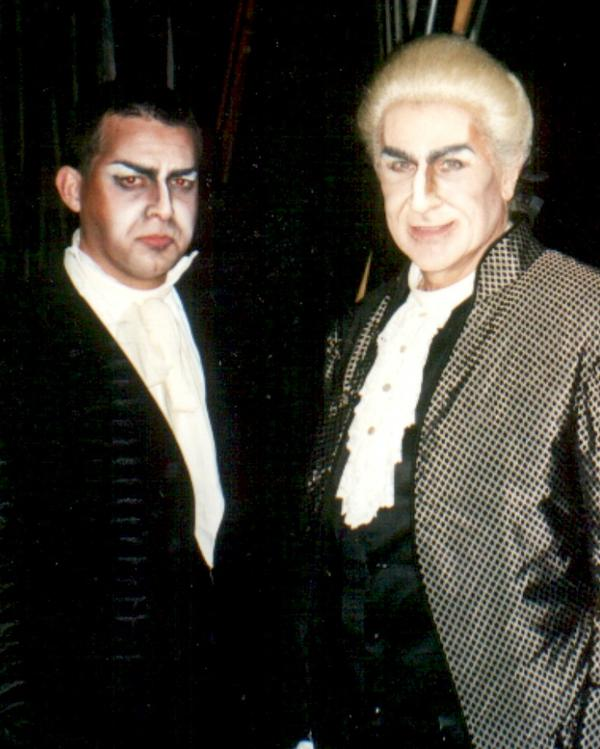

Sherrill Milnes (Downers Grove, Illinois, 10 de enero de 1935) es un barítono estadounidense, famoso por sus interpretaciones de papeles verdianos. Desde mediados de los años sesenta hasta 1997 estuvo asociado a la Metropolitan Opera.

## Biografía
Milnes nació en Downers Grove, Illinois, en una granja ganadera. De niño, mostró variados talentos musicales: además de cantar, tocaba el piano, el violín, la viola, el contrabajo, el clarinete y la tuba.  
Estudió música en la Universidad de Drake y en la Universidad Northwestern, con la idea de hacerse profesor, pero después de graduarse se dedicó a prepararse como cantante de ópera, estudiando brevemente con la famosa soprano Rosa Ponselle. En 1960 se unió al Teatro de Ópera de Boris Goldovsky, debutando como Masetto en Don Giovanni. En 1961, debutó en la Ópera de Baltimore, de Ponselle, como Gérard en Andrea Chénier.
En 1964, hizo su primera actuación famosa cantando el papel de Valentín en la ópera de Charles Gounod Faust, en la New York City Opera, papel con el que asimismo debutó en el Metropolitan Opera en 1965.
También en 1964 hizo su debut europeo como Fígaro en El barbero de Sevilla, en el Teatro Nuovo de Milán. No obstante, fue su interpretación de Miller en la ópera verdiana Luisa Miller en 1968 la que lo catapultó a la fama internacional. En el teatro Colon de Buenos Aires actuó en numerosas temporadas en títulos como I Vespri siciliani, Ballo in Maschera (ambas junto a M.Arroyo), Rigoletto, Tosca, Tríptico y Fedora (en 1998, en su despedida, junto a P.Domingo y M.Freni).
A principios de los años 1980, experimentó problemas de salud vocal, pero los superó.
En 1998 publicó unas memorias, American Aria (ISBN 0-02-864739-4).
Desde 2001, ha aportado su experiencia a los jóvenes talentos operísticos a través de la "V.O.I.C. Experience". "V.O.I.C.Experience", que quiere decir "Vocal and Operatic Intensive Creative Experience". Fue fundada en 2001 por Sherrill Milnes y su esposa Maria Zouves. Su trabajo consiste en presentar educadores e intérpretes del más alto nivel a los cantantes clásicos estadounidenses. Esto les permite compartir su conocimiento a través de clases magistrales, ensayos privados, presentaciones, consultas o individualizadas, conferencias e interpretaciones. Luchan por crear un punto de vista realista de los muchos desafíos que los cantantes tienen que afrontar a lo largo de su carrera. El programa permite tanto a los amantes de la ópera como a los cantantes una interacción única en el proceso creativo.

## Roles
Con su voz de barítono, se ha especializado en papeles verdianos y puccinianos, pudiendo citarse:
- Verdi: Miller, Rigoletto, Macbeth, Renato, Don Carlo, Iago, Conde di Luna, Rodrigo y Germont de La Traviata.
- Puccini: Scarpia, Jack Rance.
- Otros: Fígaro de Rossini, Barnaba de Ponchielli.